# Robert V., grof Auvergnea
Robert (oko 1225. — 11. siječnja 1277.) bio je francuski plemić, grof Auvergnea kao Robert V. Također, bio je grof Bulonja.
Prvorođeni sin, Robert je bio dijete Adelajde Brabantske i grofa Vilima X. od Auvergnea. Robertovi roditelji odrekli su se prava na Donju Lorenu. Adelajda je postala bulonjska grofica.
Djeca Roberta V. i njegove supruge Eleonore de Baffie:
- Vilim XI. od Auvergnea
- Robert VI. od Auvergnea
- Gotfrid
- Gvido – biskup
- Matilda
- Marija – časna sestra